# Lydia Kavina
Lydia Yevgenyevna Kavina (Лидия Евгеньевна Кавина), née le 8 septembre 1967 à Moscou en Union soviétique, est une joueuse de thérémine russo-britannique.

## Biographie
Elle est née dans une famille d'architectes moscovites. Son père est docteur en architecture, membre de l'Académie russe d'architecture (ru), Evgeny Vasilyevich Kavin (1925-2007) et sa mère, Natalia Mikhailovna Nesturkh (1925-1998), elle est titulaire d'un doctorat en histoire de l'art et architecte aussi.
À l'âge de neuf ans, elle a commencé à étudier le thérémine sous la direction de l'inventeur de l'instrument, Léon Thérémine, qui était un cousin de son grand-père, le célèbre anthropologue Mikhaïl Fiodorovitch Nestourkh (de), et était un visiteur fréquent de la famille Kavin. Cinq ans plus tard, elle donne son premier concert de thérémine, qui marque le début d'une carrière musicale qui compte plus d'un millier de performances théâtrales, radiophoniques et télévisées à travers le monde.
De 1983 à 1988, elle a joué avec l'orchestre d'instruments électro-acoustiques sous la direction de Viatcheslav Mechtcherine (en).
Pendant plusieurs années, elle a travaillé comme conférencière au musée de la culture musicale de Glinka.
Elle est diplômée du département de composition du conservatoire d'État de Moscou (dans les classes du professeur agrégé Pirumov et du professeur Chudova), où elle a également effectué un stage d'assistante et enseigné une classe de thérémine classique dans un studio de musique électronique pendant plusieurs années.
Elle a joué en tant qu'artiste solo dans des salles telles que la grande salle du conservatoire de Moscou, la maison internationale de la musique de Moscou sous la direction de Vladimir Spivakov et le château de Bellevue à Berlin (résidence du président allemand), ainsi que dans des festivals, dont Lincoln Center Festival (New York), Bourges Electronic Music Festival et Avangard Festival (Moscou).
Elle joue du répertoire de thérémine classique, y compris des pièces de thérémine populaires de Bohuslav Martinů, Joseph Schillinger, Miklós Rózsa, ainsi qu'Edgar Varez et Nikolai Obukhov. Accompagnée du London Philharmonic Orchestra, elle a participé à l'enregistrement de la bande originale d'Howard Shore dans le film oscarisé Ed Wood de Tim Burton, ainsi qu'aux films The Machinist de Brad Anderson et "eXistenZ" de David Cronenberg. Elle a enregistré plusieurs CD et une vidéo pédagogique pour Moog Music, un fabricant d'instruments de musique électroniques, dont des thérémines. Elle a participé aux productions théâtrales du metteur en scène Robert Wilson au Théâtre Thalia de Hambourg, principalement dans les représentations Alice and The Black Rider avec une musique de Tom Waits. Elle a également collaboré avec le groupe expérimental russe Messer Chups.
Elle promeut activement la nouvelle musique expérimentale pour le thérémine. En collaboration avec Barbara Buchholz et le Kamerensemble Neue Musik Berlin, elle a donné plusieurs concerts de pièces contemporaines de thérémine en Allemagne en 2005-2007. Le projet le plus notable dans le travail récent de Kavina était le solo de thérémine dans La Petite Sirène, un ballet de Lera Auerbach et du chorégraphe John Neumeier basé sur le conte de H. H. Andersen à l'opéra de Copenhague et à l'opéra d'État de Hambourg (2007).
Elle a participé à l'organisation de festivals de thérémine, dont le premier festival international de thérémine à Portland (Maine, États-Unis) en 1997, les festivals Hands Off au Royaume-Uni et le festival Without Touch en Allemagne. Elle est activement impliquée dans l'enseignement. À plusieurs reprises, sous sa direction, les célèbres interprètes contemporains Masami Takeuchi, Barbara Buchholz, Karolina Hayk, Olesya Rostovskaya ont commencé à étudier le thérémine.
Elle est l'auteur de plusieurs de ses propres œuvres en thérémine, dont le Theremin and Orchestra Concerto, créé pour la première fois par le Boston Modern Orchestra Project sous la direction de Jil Rose.
Lydia Kavina est basée dans l'Oxfordshire, au Royaume-Uni. Son mari, Georgy Pavlov, est physicien de formation ; il conçoit et assemble de nouveaux modèles de thérémines. Ils ont deux enfants.

## Discographie

### Sur CD
- Musique de l'éther, Mode records, 1999.
- Concerto pour thérémine. En direct en Italie (en), Teleura, 2000.
- Toucher! Ne touchez pas ! - Musique pour Theremin avec Barbara Buchholz, Wergo, 2006[3].
- Envoûté !, Mode records, 2008.

#### Collaborations
- Music for Films III (en) Music by Brian Eno, Opal Records, 1988.
- Ed Wood: Original Soundtrack Recording Music by Howard Shore, Hollywood Records, 1994.
- eXistenZ, Soundtrack Music by Howard Shore, RCA Victor, 1999.
- Black Black Magic Music by Messer Chups, Solnze Records, 2002.
- Crazy Price Music by Messer Chups, Solnze Records, 2003.
- Vamp Babes, Upgrade Version Music by Messer Chups, Solnze Records, 2004.
- Baehlamms Fest Music by Olga Neuwirth, Kairos, 2003.
- The Machinist, Soundtrack Music by Roque Baños, Melodramma Records, 2005.

### Vidéos
- Mastering the Theremin, Big Briar, 1995.
- Concerto per Theremin. Live in Italy, Teleura, 2001.
- Making the Steamroller Fly, 1997, as herself.